# Варианты SARS-CoV-2
Варианты SARS-CoV-2 — циркулирующие в природе разновидности коронавируса SARS-CoV-2. Некоторые из них считаются особенно важными и получают специальные обозначения буквами греческого алфавита. Генетическая последовательность WIV04/2019, вероятно, является исходным вариантом, заражающим людей, также известна как «генетическая последовательность ноль».

## Система именования
Всемирная организация здравоохранения, стараясь не использовать географическую привязку в названиях вариантов нового коронавируса, в мае 2021 года приняла решение обозначать их буквами греческого алфавита. Тем самым исключаются именования «британский», «бразильский» и другие аналогичные идентификаторы, связанные с названиями тех стран, где были впервые обнаружены соответствующие вирусы. В частности, обнаруженный в ноябре 2021 года вариант SARS-CoV-2 получил название «омикрон».
При этом от использования букв «ню» и «кси» отказались: первая напоминает английское слово new (новый), а вторая — китайскую фамилию Си, которую носит, в частности, Си Цзиньпин.

## Сводная таблица
Риск:
  очень высокий
  высокий
  средний
  низкий
| Наименование | Наименование     | Первое обнаружение     | Первое обнаружение | Значимые мутации       | Клинические изменения | Клинические изменения   |
| ------------ | ---------------- | ---------------------- | ------------------ | ---------------------- | --------------------- | ----------------------- |
| ВОЗ          | PANGOLIN         | Место                  | Дата               | Значимые мутации       | Трансмиссивность      | Летальность             |
| Бета         | B.1.351          | ЮАР                    | май 2020           | N501Y, K417N, E484K    | +25 % (20-30 %)       | Возможно, увеличивается |
| Эпсилон      | B.1.427, B.1.429 | США                    | июль 2020          |                        | +20 % (19-24 %)       |                         |
| Лямбда       | C.37             | Перу                   | август 2020        |                        |                       |                         |
| Альфа        | B.1.1.7          | Великобритания         | 20 сентября 2020   | N501Y, 69-70del, P681H | +29 % (24-33 %)       | +59 % (44-74 %)         |
| Дельта       | B.1.617.2        | Индия                  | октябрь 2020       | L452R, T478K, P681R    | +97 % (76-117 %)      | +137 % (50-230 %)       |
| Гамма        | B.1.1.28 (P.1)   | Бразилия               | ноябрь 2020        | K417T, E484K, N501Y    | +38 % (29-48 %)       | +50 % (20-90 %)         |
| Дзета        | B.1.1.28 (P.2)   | Бразилия               | ноябрь 2020        |                        |                       |                         |
| Йота         | B.1.526          | США                    | ноябрь 2020        |                        |                       |                         |
| Эта          | B.1.525          | Великобритания Нигерия | декабрь 2020       |                        |                       |                         |
| Каппа        | B.1.617.1        | Индия                  | декабрь 2020       |                        |                       |                         |
| Мю           | B.1.621          | Колумбия               | январь 2021        |                        |                       |                         |
| Тета         | B.1.1.28 (P.3)   | Филиппины              | февраль 2021       |                        |                       |                         |
| Омикрон      | B.1.1.529        | ЮАР Ботсвана           | 8 ноября 2021      |                        | Повышенная            | −75 %                   |

## Клады
| Линии по Rambaut и др.        | Примечания к Rambaut и др.            | Клады Nextstrain | Клады GISAID | Значимые варианты или мутации                                        |
| ----------------------------- | ------------------------------------- | ---------------- | ------------ | -------------------------------------------------------------------- |
| A.1–A.6                       |                                       | 19B              | S            |                                                                      |
| B.3–B.7, B.9, B.10, B.13–B.16 |                                       | 19A              | L            |                                                                      |
| B.3–B.7, B.9, B.10, B.13–B.16 | O                                     | 19A              |              |                                                                      |
| B.2                           |                                       | 19A              | V            |                                                                      |
| B.1                           | B.1.5–B.1.72                          | 20A              | G            | Линия B.1 по Rambaut и др. включает в себя варианты с мутацией D614G |
| B.1                           | B.1.9, B.1.13, B.1.22, B.1.26, B.1.37 | 20A              | GH           |                                                                      |
| B.1                           | B.1.3–B.1.66                          | 20C              | GH           | Включает штамм 501.V2                                                |
| B.1                           | B.1.1                                 | 20B              | GR           | Включает штамм 202012/01, варианты B.1.1.207 и B.1.1.284             |
| B.1                           | B.1.177                               | 20A.EU1          | GV           |                                                                      |

Описано несколько тысяч штаммов вируса SARS-CoV-2. Их принято объединять в крупные группы, называемые кладами. Было предложено несколько различных номенклатур клад для SARS-CoV-2.
- По состоянию на декабрь 2020 года в GISAID идентифицировали семь клад (O, S, L, V, G, GH и GR), обозначая SARS-CoV-2 как hCoV-19.
- Также по состоянию на декабрь 2020 года Nextstrain идентифицировали пять клад (19A, 19B, 20A, 20B и 20C).
- Guan и др. в статье в выпуске журнала International Journal of Infectious Diseases за ноябрь 2020 г. идентифицировали пять глобальных клад (G614, S84, V251, I378 и D392).
- Рамбаут и др. предложили термин «родословная» в статье 2020 года в журнале «Nature Microbiology», по состоянию на декабрь 2020 года было идентифицировано пять основных линий (A, B, B.1, B.1.1 и B.1.177).

## Важные варианты вируса

### Варианты, вызывающие беспокойство (VOC)
Отдельные варианты SARS-CoV-2 внесены ВОЗ в список вызывающих беспокойство (Variants of Concern).

#### Альфа (линия B.1.1.7)
Вариант 202012/01 (VOC-202012/01), ранее известный как первый штамм, находящийся на рассмотрении в декабре 2020 года (VUI — 202012/01), а также как линия B.1.1.7 или 20B/501Y.V1, был впервые обнаружен в октябре 2020 года во время пандемии COVID-19 в Великобритании из образца, взятого в предыдущем месяце. С тех пор его шансы на преобладание удваивались каждые 6,5 дней (предполагаемый интервал между поколениями). Это коррелирует со значительным увеличением частоты инфицирования COVID-19 в Великобритании. Считается, что это увеличение, по крайней мере частично, связано с аминокислотной заменой N501Y внутри рецептор-связывающего домена S-гликопротеина, который необходим для связывания с ACE2 в клетках человека.
Есть некоторые свидетельства того, что этот вариант имеет повышенную на 30-70 % трансмиссивность, кроме того, предварительные исследования предполагают повышение летальности.
2 февраля 2021 года официальные лица Британии сообщили, что среди 214000 образцов данного штамма, подвергнутых генетическому секвенированию, в 11 была обнаружена также и мутация E484K. Одна из мутаций (N501Y) также присутствует в штаммах «бета» и «гамма».
31 мая 2021 года Всемирная организация здравоохранения объявила, что для использования в общественных коммуникациях британский вариант следует называть «альфа».

#### Бета (линия B.1.351)
Вариант 501.V2, также известный как линия 20C/501Y.V2 или B.1.351, был впервые обнаружен в Южной Африке, о чём сообщило Министерство здравоохранения ЮАР 18 декабря 2020 года. Исследователи и официальные лица сообщили, что распространенность этого штамма была выше среди молодых людей без каких-либо основных заболеваний, и по сравнению с другими штаммами он чаще приводит к серьезным заболеваниям в этих случаях. Министерство здравоохранения ЮАР также указало, что этот штамм может быть движущей силой второй волны пандемии COVID-19 в стране из-за того, что штамм распространяется более быстрыми темпами, чем другие, более ранние штаммы вируса.
Ученые отметили, что этот штамм содержит несколько мутаций, которые позволяют ему легче прикрепляться к клеткам человека. Речь идет о трех мутациях в рецептор-связывающем домене (RBD) в спайковом гликопротеине вируса: N501Y (вместо аминокислоты аспарагин (N) аминокислота тирозин (Y) в позиции 501), K417N и E484K. Две из этих мутаций (E484K и N501Y) находятся в рецептор-связывающем мотиве (RBM) рецептор-связывающего домена (RBD).
Новый штамм был обнаружен путем секвенирования генома. Несколько геномных последовательностей из этой линии были отправлены в базу данных последовательностей GISAID (Global Initiative on Sharing Avian Influenza Data), например, последовательность EPI_ISL_678597.
4 января 2021 года газета The Telegraph сообщила, что оксфордский иммунолог сэр Джон Белл считает, что новый южноафриканский штамм вызывает «большой вопрос», поскольку он может быть устойчивым к вакцинам, тем самым разрушая надежды и заменяя их страхом. В тот же день профессор вакцинологии Шабир Мадхи заявил CBS News, что нет уверенности в том, что новый штамм 501.V2 сможет «обойти» защиту вакциной, но он полагает, что она «может быть менее эффективна». Дополнительные мутации в белке-шипе в штамме 501.V2 были названы доцентом кафедры клеточной микробиологии Университета Рединга Саймоном Кларком как вызывающий беспокойство фактор, поскольку они «могут сделать вирус менее восприимчивым к иммунному ответу, вызванному вакциной». Лоуренс Янг, вирусолог из Уорикского университета, также отметил, что множественные спайковые мутации этого штамма «могут привести к некоторому уходу от иммунной защиты».
Угур Сахин, исполнительный директор BioNTech, заявил, что необходимы дальнейшие исследования, чтобы убедиться, что нынешняя вакцина производства этой компании работает против штамма 501.V2, однако, если вакцину будет необходимо скорректировать, компания может сделать это примерно за 6 недель. 8 января 2021 года Guardian сообщила, что вакцина Pfizer и BioNTech от COVID-19 показала в тестах, включающих 20 анализов крови, что она способна обеспечивать защиту от штамма 501.V2. Необходимы дальнейшие исследования, чтобы установить точную степень защиты.

#### Гамма (линия B.1.1.248)
Линия B.1.1.248 была обнаружена в Токио 6 января 2021 года Национальным институтом инфекционных заболеваний (NIID). Новый штамм был обнаружен у четырех человек, прибывших в Токио из штата Амазонас 2 января 2021 года. Государственный бразильский фонд Освальдо Круза подтвердил свое предположение о том, что этот штамм был распространен в тропических лесах Амазонки. Данный штамм SARS-CoV-2 имеет 12 мутаций в спайковом белке, включая N501Y и E484K.
Препринт статьи Каролины М. Волоч и др. идентифицировал новую линию SARS-CoV-2, 'B.1.1.248', распространенную в Бразилии, и произошедшую от штамма B.1.1.28. В нем описывается, что новый штамм впервые появился в июле и впервые был обнаружен в октябре, но на момент публикации (декабрь 2020 г.), хотя частота его значительно увеличилась, его распространение все еще в основном ограничивалось столицей штата Рио-де-Жанейро.
Данный штамм вызвал вспышку заболеваемости в городе Манаус, несмотря на тот факт, что город уже испытал массовое заражение в мае, и исследование показало высокую распространенность серотипов антител к SARS-CoV-2.
11 февраля 2021 глава минздрава Бразилии Эдуардо Пазуелло сообщил о том, что данный штамм в три раза заразнее «оригинального» SARS-CoV-2.

#### Дельта (линия B.1.617.2)
В октябре 2020 года линия B.1.617.2 впервые была обнаружена в Индии. Во второй половине апреля 2021 года индийский штамм «дельта» попал в Россию.
14 июня 2021 года в Индии был обнаружен мутировавший вариант B.1.617.2, который известен как вариант AY.1 или «дельта плюс». «Дельта плюс» отличается наличием в спайковом белке мутации K417N, которая способна снижать активность антител у переболевших и вакцинированных людей. Минздрав Индии назвал три отличительных признака «дельты плюс»: повышенная контагиозность, усиленная способность связываться с рецепторами клеток легких и потенциальная устойчивость к терапии моноклональными антителами.
В октябре 2021 года, отслеживая эволюцию штамма «дельта», британские вирусологи обнаружили новый штамм AY.4.2, обладающий большей контагиозностью, чем предыдущие штаммы. AY.4.2 на 10—15 % заразнее штамма «дельта». В Великобритании на его долю приходится каждый десятый случай заражения коронавирусом в стране.

#### Омикрон (линия B.1.1.529)
В ноябре 2021 года линия B.1.1.529 впервые была обнаружена в Ботсване и Южно-Африканской Республике. Отличается большим числом мутаций в пепломерах. По данным Агентства по безопасности здравоохранения Великобритании, этот вариант имеет шиповидный белок, который значительно отличается от белка оригинального коронавируса (того варианта, на котором основаны вакцины), что вызывает опасения относительно эффективности существующих вакцин. Обнаружение нового штамма вызвало 26 ноября 2021 года глобальную панику. Многие страны приостановили поездки из Южной Африки, а фондовые рынки по обе стороны Атлантики пережили самое сильное падение за более чем год. Премьер-министр Великобритании Борис Джонсон сообщил, что страна вводит обязательный ПЦР-тест для всех въезжающих в страну и самоизоляцию до получения отрицательного результата. Также вводится обязательная десятидневная изоляция для тех, у кого подозревается заражение штаммом омикрон.

### Штаммы, вызывающие интерес (VOI)
Ниже штаммы, внесённые ВОЗ в список вызывающих интерес (Variants of Interest).

#### Лямбда (линия C.37)
В августе 2020 года линия C.37 впервые была обнаружена в Перу. В июне 2021 года в Перу на штамм «лямбда» приходилось 81 % всех зарегистрированных в стране случаев заражения. В Аргентине и Чили доля «лямбды» составляет около одной трети.

### Прочие

#### Эта (линия B.1.525)
Линия B.1.525, также известная под названиями VUI-202102/03 или UK1188, частично похожа на штамм 501.V2, но отличается наличием как мутации E484K, так и новой мутации F888L (замещение фенилаланина (F) на лейцин (L) в домене S2 белка-шипа). По состоянию на 16 февраля штамм был обнаружен в 15 странах, включая Великобританию, Данию, Финляндию, Нидерланды, Бельгию, Францию, Испанию, Нигерию, Гану, Иорданию, Японию, Сингапур, Австралию, Канаду и США. Первые случаи были выявлены в декабре 2020 года в Великобритании и Нигерии, и по состоянию на 15 февраля это наиболее часто выделяемый в Нигерии штамм. По состоянию на 15 февраля в Великобритании было выявлено 38 случаев заражения им. Дания выявила 55 случаев заражения данным штаммом с 14 января по 9 февраля, семь из них были напрямую связаны с зарубежными поездками.
Британские эксперты изучают риски, связанные с данным штаммом. В настоящее время он рассматривается как «штамм, находящийся в стадии исследования», но по мере получения новых данных может стать «штаммом, вызывающим озабоченность». Профессор Рави Гупта из Кембриджского университета в разговоре с Би-би-си сказал, что B.1.525, по-видимому, имеет «значительные мутации», уже замеченные в некоторых других новых штаммах, что отчасти обнадеживает, поскольку их вероятный эффект в некоторой степени более предсказуем.
Мутации данного штамма включают E484K, делецию в позициях 69-70, новые мутации Q677H (замена глутамина на гистидин в позиции 677) и F888L (замена фенилаланина на лейцин в позиции 888).

#### Кластер 5

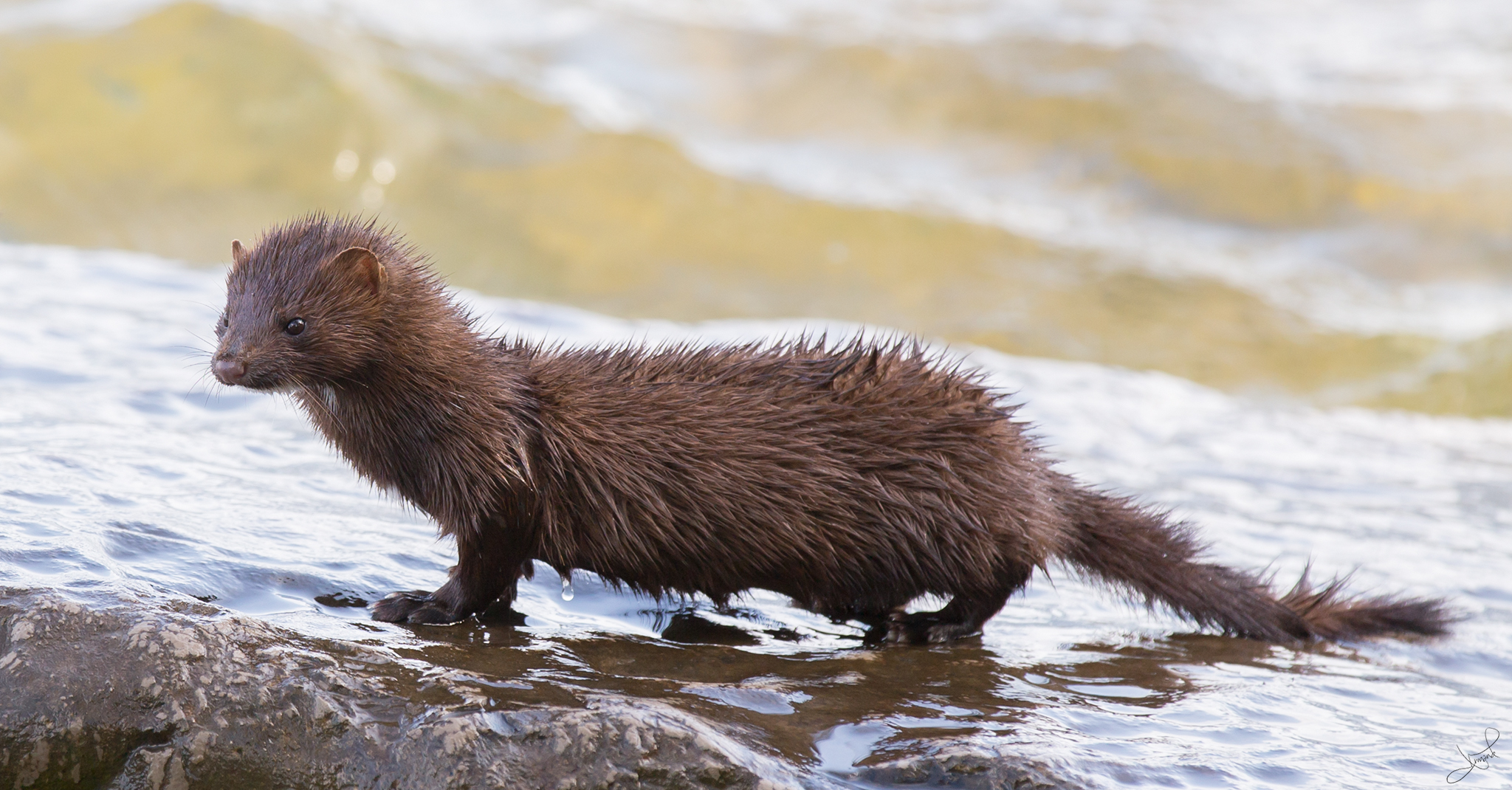
Американская норка

Кластер 5, также называемый ΔFVI-spike Датским государственным институтом сывороток (SSI), был обнаружен в Северной Ютландии, Дания. Считается, что он был передан от норок людям на норковых фермах. 4 ноября 2020 года было объявлено, что популяция норок в Дании будет уничтожена, чтобы предотвратить возможное распространение этой мутации и снизить риск возникновения новых мутаций. Блокировка и ограничения на поездки были введены в семи муниципалитетах Северной Ютландии, чтобы предотвратить распространение мутации, которая может поставить под угрозу эффективность национальных или международных мер реагирования на пандемию COVID-19.
Всемирная организация здравоохранения (ВОЗ) заявила, что кластер 5 имеет «умеренно пониженную чувствительность к нейтрализующим антителам». SSI предупредил, что мутация может снизить эффект разрабатываемых вакцин против COVID-19, хотя вряд ли сделает их бесполезными.
После карантина и массовых тестов, SSI объявил 19 ноября 2020 года, что кластер 5, по всей вероятности, вымер.

## Значимые мутации

### D614G
D614G — мутация, влияющая на спайковый белок SARS-CoV-2. Штамм G (глицин в положении 614) участился во время пандемии, вероятно, после того, как первоначально возник в Китае, а затем распространился в Италии в январе и оттуда во всем мире. G заменил D (аспарагиновую кислоту) во многих странах, особенно в Европе, и несколько медленнее в Китае и остальной части Восточной Азии, подтверждая гипотезу о том, что G увеличивает скорость передачи, что согласуется с более высокими титрами вирусов и инфекционностью in vitro.
В июле 2020 года сообщалось, что более заразный штамм D614G SARS-CoV-2 стал доминирующей формой пандемии.
Глобальная распространенность D614G коррелирует с распространенностью потери обоняния (аносмии) как симптома COVID-19, возможно, опосредованного более высоким связыванием этого штамма с рецептором ACE2 или более высокой стабильностью соответствующего белка и, следовательно, более высокой заразностью в отношении обонятельного эпителия.
Вирусы, содержащие мутацию G, рассматриваются GISAID как часть клады G, а с помощью[прояснить] программного инструмента филогенетического присвоения именованных глобальных линий вспышек PANGOLIN (Phylogenetic Assignment of Named Global Outbreak LINeages) — принадлежат к кладе B1.

### E484K
Сообщается, что E484K является мутацией, обеспечивающей вирусу устойчивость по крайней мере к одной форме моноклональных антител против SARS-CoV-2, что указывает на «возможное изменение антигенности». Штаммы B.1.1.248 (Бразилия/Япония) и 501.V2 (Южная Африка) содержат эту мутацию. Название мутации, E484K, обозначает замену глутаминовой кислоты (E) лизином (K) в аминокислотной позиции 484. Сообщается, что моноклональные и сывороточные антитела в 10-60 раз менее эффективны в нейтрализации вируса, несущего мутацию E484K.

### N501Y
N501Y означает замену аспарагина (N) на тирозин (Y) в аминокислотной позиции 501. Служба общественного здравоохранения Англии считает, что это изменение увеличивает сродство связывания с рецепторами из-за его положения внутри рецептор-связывающего домена шипового гликопротеина, который связывается с рецептором ACE2 в клетках человека; данные также подтверждают гипотезу об увеличении сродства связывания в результате этого изменения. Штаммы с N501Y включают B.1.1.248 (Бразилия/Япония), «штамм, вызывающий озабоченность» 202012/01 (Великобритания), 501.V2 (Южная Африка) и штамм в Колумбусе, штат Огайо, который стал доминирующей формой вируса в Колумбусе в конце декабря 2020 года и в январе. Последний был назван COH.20G/501Y и, по-видимому, развился независимо от других штаммов.

## Платформа оценки новых штаммов
26 января 2021 года британское правительство заявило, что поделится своими возможностями секвенирования геномов с другими странами, чтобы увеличить скорость секвенирования и отслеживать новые штаммы. По состоянию на январь 2021 года более половины всего геномного секвенирования COVID-19 проводилось в Великобритании.

## Эффективность вакцин
Предварительное исследование, проведенное Pfizer, Inc., показало, что наблюдается лишь незначительное снижение эффективности их мРНК-вакцины против новых штаммов SARS-CoV-2. Согласно статье, опубликованной 28 января 2021 на сайте центра по контролю за заболеваниями США, возникновение мутантных штаммов, полностью ускользающих от иммунного ответа, считается маловероятным из-за природы вируса.
Вероятно, Т-клеточный иммунитет может быть решением проблемы снижения эффективности вакцин против новых штаммов. Биотехнологическая фирма Gritstone Oncology из Эмеривилля (Калифорния, США) разрабатывает вакцину, специально предназначенную для формирования Т-клеточного иммунитета. Пептидная вакцина, разрабатываемая Тюбингенским университетом в Германии, пытается вызвать Т-клеточный иммунитет, а не антитела.
29 января 2021 года депутат Мосгордумы Дарья Беседина обратилась к министру здравоохранения РФ с просьбой профинансировать изучение новых штаммов и провести исследования эффективности российских вакцин против этих штаммов[значимость факта?]. 10 февраля 2021 года Европейское агентство по лекарственным средствам обратилось к производителям вакцин с аналогичным призывом. 15 февраля президент России Владимир Путин поручил правительству развернуть секвенирование геномов российских штаммов SARS-CoV-2 в течение месяца, выделить средства на эти исследования, а также проверить, эффективны ли российские вакцины против новых штаммов.
19 февраля 2021 года компания Pfizer объявила, что в результате действия её вакцины вырабатывается примерно на 66 % меньше антител, активных в отношении южноафриканского штамма 501.V2, по сравнению с «классическим» штаммом, при этом иммунная система всё ещё в состоянии успешно нейтрализовать вирус.
Данные Минздрава Израиля на июль 2021 года свидетельствуют о снижении за месяц эффективности вакцины американской компании Pfizer до 39 % в профилактике инфицирования штаммом «дельта» коронавируса, но прививка продолжает защищать на 88 % от госпитализации и на 91,4 % — от тяжелых случаев протекания заболевания.

## Комментарии
1. ↑  Данные получены путём наблюдения за пациентами больницы в городском округе Цване (провинция Гаутенг, ЮАР) Национальным институтом инфекционных заболеваний и Университетом Претории. См.: Ученые из ЮАР раскрыли данные по смертности от омикрон-штамма Архивная копия от 2 января 2022 на Wayback Machine // РБК, 30.12.2021.